# Pseudoxenasma
Pseudoxenasma är ett släkte av svampar. Enligt Catalogue of Life ingår Pseudoxenasma i familjen kremlor och riskor, ordningen Russulales, klassen Agaricomycetes, divisionen basidiesvampar och riket svampar, men enligt Dyntaxa är tillhörigheten istället familjen Stereaceae, ordningen Russulales, klassen Agaricomycetes, divisionen basidiesvampar och riket svampar.
|               | Arcangeliella                                 |
|               |                                               |
|               | Lactarius                                     |
|               |                                               |
|               | Russula                                       |
|               |                                               |
|               | Boidinia                                      |
|               |                                               |
|               | Macowanites                                   |
|               |                                               |
|               | Gastrolactarius                               |
|               |                                               |
|               | Multifurca                                    |
|               |                                               |
|               | Gymnomyces                                    |
|               |                                               |
|               | Cystangium                                    |
|               |                                               |
|               | Zelleromyces                                  |
|               |                                               |
| Pseudoxenasma | \| \| Pseudoxenasma verrucisporum \| \| \| \| |
|               | \| \| Pseudoxenasma verrucisporum \| \| \| \| |
|               | Pseudoxenasma verrucisporum                   |
|               |                                               |

|  | Pseudoxenasma verrucisporum |
|  |                             |

## Bildgalleri

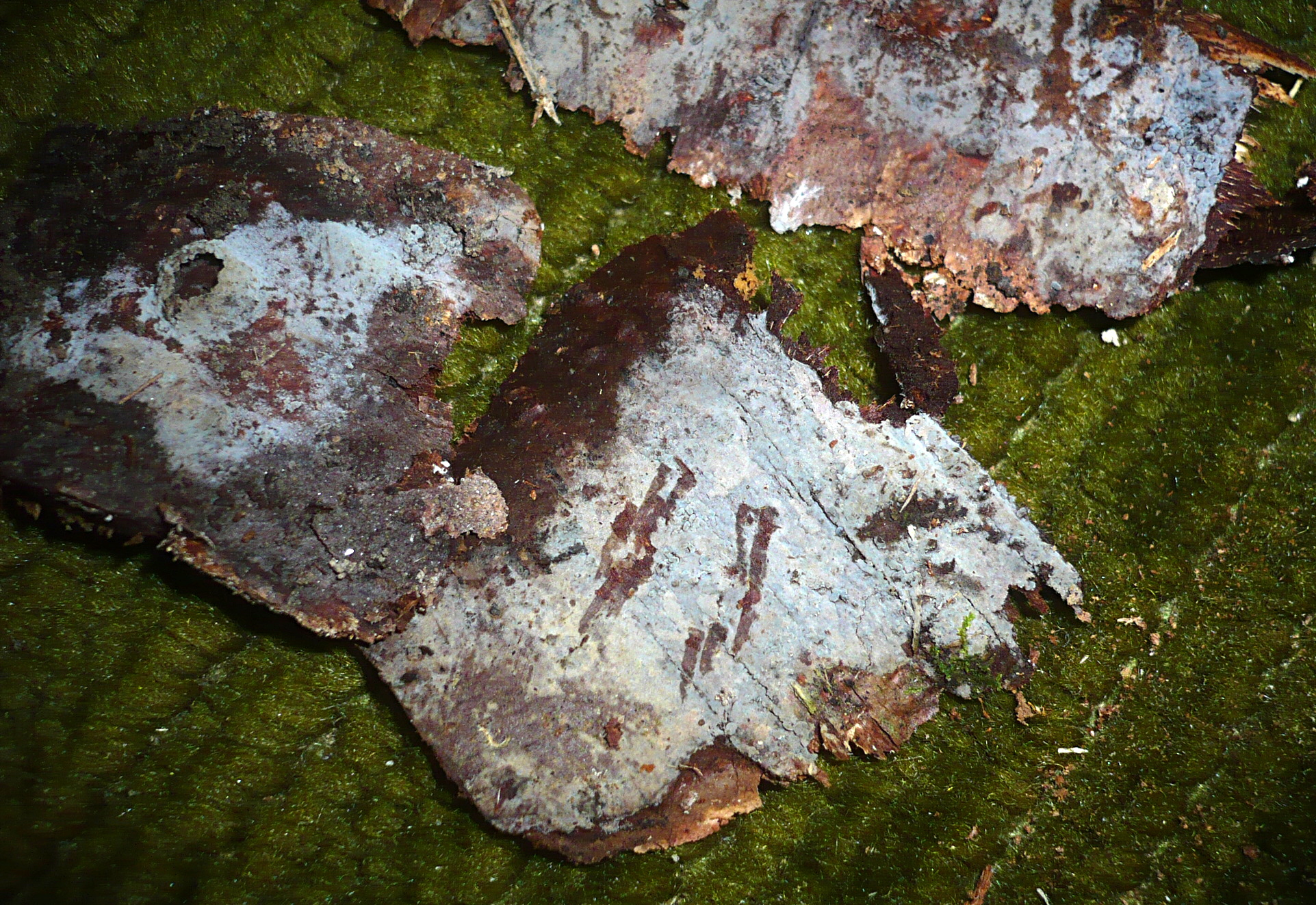